# سالي زاك
سالي زاك (بالإنجليزية: Sally Zack)‏ هي دراجة أمريكية، ولدت في 1 أغسطس 1962 في نورث كونواي في الولايات المتحدة.

## وصلات خارجية
- سالي زاك على موقع إحصائيات الدراجات الإحترافية (الإنجليزية)
- سالي زاك على موقع اللجنة الأولمبية الدولية (الإنجليزية)
- سالي زاك على موقع أوليمبيديا (الإنجليزية)